# Days Gone
Days Gone este un joc video de acțiune-aventură și supraviețuire horror din 2019 dezvoltat de Bend Studio⁠(d) și publicat de Sony Interactive Entertainment pentru PlayStation 4 și Microsoft Windows.
Situat într-un Oregon post-apocaliptic, la doi ani după începerea unei pandemii globale, fostul motociclist, Deacon St. John, descoperă posibilitatea că soția lui, Sarah, să fie încă în viață, ceea ce îl conduce pe Deacon să o găsească pe Sarah. Days Gone este jucat dintr-o perspectivă third-person, în care jucătorul poate explora un mediu cu o lume deschisă. Jucătorii pot folosi arme de foc, arme de corp la corp și arme improvizate și pot folosi stealth pentru a se apăra împotriva oamenilor ostili și a creaturilor canibale cunoscute sub numele de Freakers. O mecanică majoră a jocului este motocicleta lui Deacon, care este folosită ca mod principal de transport al personajului principal, precum și ca inventar mobil pentru a căra muniție.
Inițial programat pentru lansarea din 2018, Days Gone a fost amânat de mai multe ori. Jocul a fost lansat în cele din urmă pe 26 aprilie 2019. La lansare, a primit recenzii mixte de la critici, care au lăudat aspectul lumii deschise, jocul și performanța lui Sam Witwer ca Deacon, deși au fost criticate povestea, lipsa dezvoltării personajului și mai multe probleme tehnice.
Ca parte a eforturilor Sony de a aduce mai mult din conținutul său propriu către platforma Microsoft Windows după Horizon Zero Dawn⁠(d), Days Gone a fost lansat pe Windows pe data de 18 mai 2021. 

## Gameplay
Days Gone este un joc de acțiune-aventură de supraviețuire horror, situat într-o lume deschisă post-apocaliptică, jucat din perspectiva third-person. Jucătorul controlează personajul Deacon St. John (Sam Witwer⁠(d)), un fost veteran al armatei SUA (din a 10-a divizie) în războiul din Afganistan, transformat mai târziu în motociclist și, în timpul apocalipsei, devine vânător de recompense, care preferă viața pe drumuri și în taberele aliate. 
Acțiunea jocului are loc la doi ani după o pandemie globală care a ucis aproape întreaga omenire și a transformat milioane de oameni în „Freakers”, creaturi asemănătoare unor zombi nocturni care se dezvoltă rapid. În demo-ul etapei E3 2016⁠(d), au fost dezvăluite două tipuri de Freakers, Newts și Swarmers. În demo-ul etapei E3 2017⁠(d), s-a descoperit că animalele infectate, cum ar fi urșii și lupii (urs "Rager" și lupii "Runners") vor fi prezente în joc, iar inamicii umani vor fi și ei prezenți.
Jucătorul poate finaliza obiectivele în mai multe moduri, inclusiv utilizând mecanici de stealth și arme de distanță lungă și scurtă. Un sistem meteo dinamic și ciclul zi-noapte fac ca Freakers să fie slabi și înceți pe timpul zilei, dar rapizi și agresivi noaptea. Principalul vehicul de transport al lui Deacon este o motocicletă care poate fi modificată cu piese pentru a-i crește viteza, durabilitatea și manevrabilitatea. Jucătorul poate fabrica arme care pot fi reparate după utilizare extinsă, poate ridica armele care au căzut de la inamicii umani și poate crea obiecte noi pentru a îmbunătăți eficiența luptei.

## Poveste
În viitorul apropiat al Oregonului, virusul Freaker a decimat globul, transformând o mare parte a umanității în canibali violenți. Motocicliștii Deacon St. John (Sam Witwer⁠(d)) și William "Boozer" Gray (Jim Pirri⁠(d)), alături de soția lui Deacon, Sarah Whitaker (Courtnee Draper⁠(d)), încearcă să fugă în siguranță și reușesc să găsească un elicopter condus de Organizația Națională de Restaurare a Urgențelor (NERO), cu locuri pentru încă două persoane. În timp ce Sarah urcă în elicopter, rănită după ce a fost înjunghiată de un copil, Deacon decide să rămână în urmă cu Boozer. El promite că o să se reunească cu soția sa.
Doi ani mai târziu, Deacon și Boozer lucrează ca mercenari în Pacificul de Nord-Vest. Sarah este considerată moartă, deoarece tabăra de refugiați NERO, unde se credea că stătea, a fost invadată de „Freakers”. Cei doi intenționează să se îndrepte spre nord, fugind de dușmani și căutând o viață mai bună, dar planurile lor sunt întrerupte când sunt atacați de o bandă de cultiști, numiți Rippers. Boozer are răni grave de la arsură pe braț, iar el și Deacon se ascund în turnul de supraveghere pe care l-au securizat, pentru a-și reveni, unde află că Ripperii au pus o recompensă pe Deacon. Deacon vede o echipă de cercetători NERO transportată cu elicopterul și îl urmărește pe unul dintre oamenii de știință, James O'Brian (Bernardo de Paula). O'Brian dezvăluie că elicopterul lui Sarah a fost redirecționat către o altă tabără la mijlocul zborului, lăsând posibilitatea ca ea să fie încă în viață.
Sănătatea lui Boozer continuă să se înrăutățească, iar Deacon îl duce în tabăra Lost Lake, condusă de „Iron” Mike Wilcox (Eric Allan Kramer⁠(d)) și Raymond „Skizzo” Sarkozi (Jason Spisak⁠(d)). Un doctor amputează brațul lui Boozer. O'Brian îl contactează pe Deacon, oferindu-i să-l ajute să o găsească pe Sarah dacă Deacon ajută la cercetarea zombilor. Între timp, Skizzo nu crede în alianța dintre Ripperi cu Lost Lake și își întrerupe propria afacere, Deacon fiind predat cultului. Deacon află că liderul Ripperilor, „Carlos”, este de fapt Jessie Williamson (Scott Whyte⁠(d)), un inamic din zilele sale de motociclist. El reușește să scape din tabăra Ripperilor și sparge barajul de lângă tabără, înecându-l pe Jessie și pe ceilalți membri ai cultului.
Mai târziu, Deacon își amintește că Sarah, un cercetător guvernamental cu autorizație de securitate federală, ar fi fost prioritate în timpul unei evacuări a taberei, iar O'Brian confirmă că a fost mutată într-un avanpost militar de la Crater Lake, aflat acum sub controlul miliției Deschutes County. De asemenea, îl avertizează pe Deacon că zombii evoluează și devin mai periculoși în timp. Deacon face un pact cu colonelul Matthew Garret (Daniel Riordan⁠(d)), i se reunește cu Sarah, care lucrează pentru a crea o armă biologică pentru a distruge zombii. Deacon și Sarah decid să se îndrepte spre vechiul ei laborator pentru a obține un secvențiator ADN, după care descoperă că cercetarea ei a fost folosită pentru a dezvolta virusul Freaker.
La laborator, Sarah dezvăluie că nu lucrează pentru a distruge zombii, ci pentru a-i vindeca. Deacon îi sugerează să termine antidotul la laboratorul ei, dar Garret din ce în ce mai paranoic o pune pe Sarah în custodie de protecție. Deacon încearcă să o salveze, dar este capturat de Skizzo. Un ofițer simpatic, Derrick Kouri (Phil Morris) îl eliberează pe Deacon, care se întoarce la Lost Lake care a fost atacată de miliție, Iron Mike moare într-o cabană, fiind împușcat de Skizzo. Deacon îi adună pe ceilalți membri ai taberei Lost Lake pentru a ataca Miliția cu un camion bombă. Deacon îl ucide pe Skizzo și Sarah îl otrăvește pe Garret. Miliția se predă după ce Garret moare.
Deacon, Sarah, Boozer și prietenii lor se stabilesc la Lost Lake. Deacon este contactat din nou de O'Brian, care dezvăluie că NERO știa întotdeauna despre evoluția virusului și că el însuși este un Freaker mutant "deștept". Îl avertizează pe Deacon că NERO vine și că nimic nu-i va opri.

## Dezvoltare și lansare
Producția Days Gone a început la începutul anului 2015 sub numele de Dead Don't Ride. Directorul tehnic Christopher Reese a declarat că Bend Studio dorea ca acesta să „împingă PlayStation 4 undeva unde nu a mai fost până acum”. Jocul a fost dezvăluit de Sony la evenimentul E3 2016.⁠(d) Reese a anunțat că jocul va folosi motorul grafic Unreal Engine 4 și va avea „o narațiune foarte puternică”. Muzica a fost compusă de Nathan Whitehead.
John Garvin este directorul creativ și scriitorul jocului, iar Jeff Ross este directorul jocului. Jocul era programat să fie lansat pe 22 februarie 2019, dar a fost amânat până pe 26 aprilie 2019 pentru a permite echipei de dezvoltare să repare unele erori ale jocului. Bend a anunțat prin intermediul Twitter, că jocul Days Gone a ajuns la starea de aur și a publicat o fotografie.
Jason Schreier⁠(d) de la Bloomberg a raportat că Bend Studio a propus o continuare a jocului Days Gone în 2019, însă propunerea a fost respinsă din cauza recepției critice mixte și a dezvoltării îndelungate a primului joc.
O versiune pentru Microsoft Windows a fost lansată pe 18 mai 2021.

### Designul jocului
În timpul unui eveniment Reddit Ask Me Anything, designerul principal Eric Jensen a dezvăluit că mecanica lumii deschise a Days Gone a fost proiectată de o mică echipă formată din cinci sau șase dezvoltatori și că „trebuiau să gândească inteligent și eficient, având în vedere limitările de forță de muncă ale echipei”.

### Muzică
Nathan Whitehead a compus muzica pentru Days Gone, interpretată de Nashville Scoring Orchestra și soliști. Instrumentația a fost axată pe chitară, despre care Whitehead a spus că este o „alegere evidentă” atât pentru personajul lui Deacon, un vânător de recompense și motociclist, cât și pentru decorul din Pacificul de Nord-vest. Pentru a se potrivi interactivității mediului de jocuri video, muzica din Days Gone a fost construită în straturi pe care motorul jocului le-ar putea adăuga sau scădea. Ca rezultat, muzica se modifică dinamic în conformitate cu acțiunile din joc.

## Recepție

### Recepție critică
Days Gone a primit recenzii mixte pentru PlayStation 4 și recenzii în general favorabile pentru versiunea pentru PC, conform agregatorului de recenzii Metacritic. Criticii au considerat că gameplay-ul și designul mondial au arătat promisiune, dar s-au simțit subdezvoltate în cele din urmă. Povestea a fost criticată, menționându-se că a făcut puțin pentru a caracteriza protagonistul, deși performanța lui Witwer a fost lăudată.
IGN a acordat jocului un scor de 6,5 / 10, spunând că „Days Gone se simte umflat, ca un film care durează mai mult decât ar fi trebuit. Este dezordonat și confuz, dar plin de întâlniri cu zombi furioși și focuri de armă interesante. Există un joc bun aici, dar este îngropat într-o poveste confuză, misiuni repetitive și prea multe lucruri obligatorii, fără a acorda atenție detaliilor care ar fi putut să ofere mai mult caracter. Unele ajustări fine și editări ar fi putut elimina oboseala și ar fi putut evidenția ceea ce face acest joc unic și interesant, dar "Days Gone" se deplasează strict pe mijlocul drumului și nu își găsește niciodată ritmul." 
Game Informer a dat jocului un scor de 7,8 / 10, spunând că „Days Gone are o bază bună pentru joc. Lipsa proviziilor și amenințarea mereu prezentă a zombiilor m-au pus în alertă, dar incapacitatea de a face pe deplin fie povestea, fie fronturile lumii deschise face din el un titlu atât al posibilităților, cât și al limitărilor." 
Cu toate acestea, Days Gone a fost cel mai bine vândut joc fizic din Regatul Unit în săptămâna de lansare și a continuat să fie cea mai bine vândută versiune de software în toate graficele de vânzări în format timp de trei săptămâni consecutive. De asemenea, a debutat pe poziția numărul unu în topurile din Elveția și a rămas acolo timp de trei săptămâni consecutive.
În Japonia, Days Gone a întrecut alte două jocuri exclusive pentru PlayStation 4 la lansare, God of War⁠(d) și Horizon Zero Dawn⁠(d)  și a continuat să depășească vânzările pe viață ale lui God of War și ale altui joc exclusiv pentru PlayStation 4, The Last Guardian. În primele trei zile de la lansare, a vândut aproximativ 114.319 unități fizice.
În America de Nord, Days Gone a fost al doilea software de jocuri video cel mai bine vândut în luna aprilie, în spatele Mortal Kombat 11⁠(d). Aceasta marchează Days Gone ca fiind al 7-lea cel mai mare debut în vânzări pentru un titlu publicat de Sony și cel mai bine vândut joc dezvoltat de Bend Studio⁠(d).
Days Gone a devenit al doilea software de jocuri video cel mai bine vândut în America de Nord în luna aprilie din 2019. Până în iunie 2019, a fost al optulea joc cu titlul de cel mai bine vândut joc al anului. A fost cel de-al 19-lea cel mai bine vândut joc din 2019 în SUA.
Potrivit directorului de jocuri Jeff Ross, Days Gone a vândut mai multe copii decât toate jocurile anterioare ale Bend Studio combinate.

## Continuare
Pe data de 9 aprilie 2021, Jason Schreier de la Bloomberg News că Bend a propus o continuare pentru Days Gone, însă aceasta a fost respinsă de Sony din cauza recepției critice mixte și a unui proces de dezvoltare îndelungat. Ross a confirmat mai târziu că Days Gone 2 a fost prezentat la Sony, dar nu a putut divulga multe detalii din cauza unui acord de nedivulgare. A dezvăluit, de asemenea, că planul pentru continuarea jocului a inclus un „univers comun cu jocul cooperativ”, care nu a fost inclus în Days Gone din cauza constrângerilor de a lucra într-un studio mic.
În timp ce apărea pe un podcast împreună cu David Jaffe⁠(d), creatorul francizei God of War, Garvin le-a spus ascultătorilor: „Dacă iubești un joc, cumpără-l la un preț decent” și a sugerat că un motiv pentru care Days Gone nu a primit o continuare este pentru că nu a avut un profit suficient de semnificativ. Garvin a fost criticat pentru observațiile sale, deoarece Days Gone a beneficiat deja de sprijinul fanilor în timpul lansării și pentru că nu este rezonabil să ceri cuiva să cheltuiască 70 USD pentru un joc despre care nu știe nimic. Alții au menționat că Sony controlează în cele din urmă vânzările jocurilor de pe PlayStation și că nu toată responsabilitatea poate fi pusă pe cumpărători. De asemenea, oferta de demo-uri gratuite ar putea fi o soluție alternativă.